# هیوندای هیسکو
هیوندای هیسکو (انگلیسی: Hyundai Hysco) شرکت فولاد کره‌ای است، که در زمینه تولید قطعات خودرو، ورق‌های فولادی، اسکلت فولادی، مقاطع ساختمانی توخالی، لوله‌های فولادی و خطوط لوله فعالیت می‌کند.
شرکت هیوندای هیسکو در سال ۱۹۷۵ تأسیس شد و هم‌اکنون دارای یک کارخانه در کره جنوبی، ۴ کارخانه در چین، یک کارخانه در هند، ۴ کارخانه در اروپا و ۲ کارخانه فولادسازی در ایالات متحده آمریکا می‌باشد.
دفتر مرکزی این شرکت در شهرهای اولسان، کره جنوبی قرار دارد و بخشی از سهام آن در بازار بورس کره دادوستد می‌شود. سهامداران اصلی شرکت هیوندای هیسکو، گروه هیوندای موتور می‌باشد.